# Callevophthalmus maculatus
Callevophthalmus maculatus là một loài nhện trong họ Dictynidae.
Loài này thuộc chi Callevophthalmus. Callevophthalmus maculatus được Eugen von Keyserling miêu tả năm 1890.